# Vĩnh Trung, Nha Trang
Vĩnh Trung là một xã cũ thuộc thành phố Nha Trang, tỉnh Khánh Hòa, Việt Nam.
Xã Vĩnh Trung có diện tích 8,73 km², dân số năm 1999 là 6725 người, mật độ dân số đạt 770 người/km².